# Aphanopleura breviseta
Aphanopleura breviseta là một loài thực vật có hoa trong họ Hoa tán. Loài này được (Boiss.) Heywood & Jury mô tả khoa học đầu tiên năm 1977.